# Epoligosita nigripennis
Epoligosita nigripennis is een vliesvleugelig insect uit de familie Trichogrammatidae. De wetenschappelijke naam is voor het eerst geldig gepubliceerd in 1994 door Yashiro.